# Raja Fenske
Raja Jean Fenske (ur. 25 września 1988 w Rockville) – amerykański aktor pochodzenia hinduskiego. Wystąpił w roli Jake’a Behariego z serialu Nieidealna.

## Filmografia
- 2001: Balonowy chłopak jako indyjski chłopiec
- 2002: Lizzie McGuire jako Li Tarak
- 2002: CSI: Kryminalne zagadki Miami jako Cameron Medina
- 2003: 24 godziny jako Asad Ali
- 2003: Puls miasta jako kukiełka
- 2003: Raport o zagrożeniach jako młody chłopak
- 2004: Nieidealna jako Jake Behari